# Eddy Clerté
Eddy Clerté, né le 15 août 1998, est un coureur cycliste français pratiquant le BMX et le Pumptrack.

## Biographie
Il remporte la médaille de bronze aux Championnats d'Europe de BMX 2021 à Zolder.
En octobre 2021, il devient champion du monde de pump track à Lisbonne.

## Palmarès en BMX

### Championnats du monde
- Nantes 2022
  - 8e du BMX
- Copenhague 2025
  -  Médaillé de bronze du BMX

### Coupe du monde
- 2021 : 19e du classement général
- 2022 : 12e du classement général
- 2023 : 25e du classement général
- 2024 : 13e du classement général

### Championnats d'Europe
- Zolder 2021
  -  Médaillé de bronze du BMX

### Coupe d'Europe
- 2019 : vainqueur d'une manche
- 2020 : vainqueur d'une manche
- 2021 : 3e au classement général, vainqueur d'une manche
- 2023 : 3e du classement général, vainqueur d'une manche
- 2024 : 1er du classement général, vainqueur de quatre manches

## Palmarès en pump track
- 2018
  -  Médaillé d'argent du championnat du monde de pump track
- 2019
  -  Médaillé de bronze du championnat du monde de pump track
- 2021
  -  Champion du monde de pump track
- 2023
  -  Médaillé de bronze du championnat du monde de pump track